# Lanhydrock House

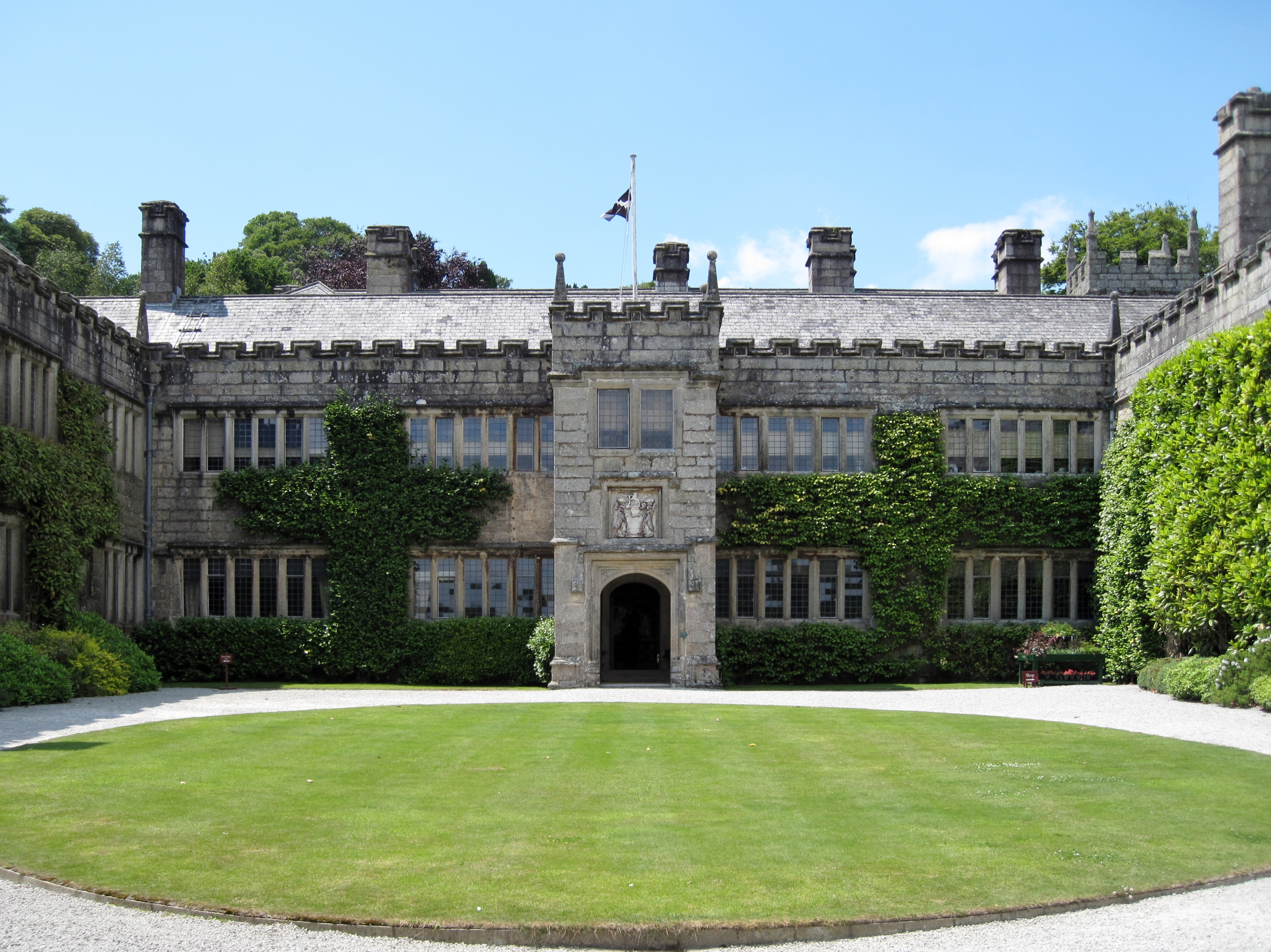
Lanhydrock House, Eingangsportal (Westflügel)

Lanhydrock House (kornisch Lannhydrek) ist ein Herrenhaus nahe der englischen Stadt Bodmin in Cornwall. Es liegt fast 13 Kilometer von der Südküste Cornwalls entfernt im waldreichen Tal des Flusses River Fowey, inmitten eines 367 Hektar großen Anwesens, das bis zu 130 Metern Höhe ansteigt.
Lanhydrock House ist von einem attraktiven formalen Garten und einem Landschaftspark umgeben. Der angrenzende Hügel ist mit ausgewählten Bäumen und Sträuchern bepflanzt. Viele Teile des heutigen Hauses sind viktorianischen Ursprungs, einige sind jedoch mehr als 200 Jahre älter, sie datieren etwa um das Jahr 1620.

## Geschichte
Lanhydrock war bis 1539 ein klösterlicher Bauernhof im Besitz des Priorats von St Petroc in Bodmin. Nach der Auflösung der Klöster unter Heinrich VIII. erwarb im Jahr 1543 die benachbarte Familie Glynn das Landgut. Durch Heirat ging es später an die Familie Lyttelton, ebenfalls durch Heirat 1577 an die Familie Trenance über.
Im Jahr 1621 erwarb der Kaufmann und Geldverleiher Richard Robartes aus Truro das Landgut und begann Lanhydrock House zu erbauen. Unter ihm entstand der heutige Nordflügel des Herrenhauses aus grauem Granit. Schon 1626 lebte der 1621 zum Baronet, of Truro, und 1625 zum Baron Robartes aufgestiegene Richard Robartes auf Lanhydrock. Sein Sohn, John Robartes, 2. Baron Robartes, trat 1634 das Erbe des Vaters an. John Robartes, 2. Baron Robartes, der spätere 1. Earl of Radnor, war zu diesem Zeitpunkt Vorsitzender der Cornish Parliamentary Party („Kornische Parlamentspartei“) im britischen Oberhaus. Zu Repräsentationszwecken ließ er bis 1651 Lanhydrock House um drei weitere Flügel zu einem Karree um einen Innenhof erweitern und das Torhaus errichten. Der Baustil des Hauses entsprach anderen Landsitzen in der Umgebung wie Penheale House in Egloskerry oder Trewan nahe St Columb Major.

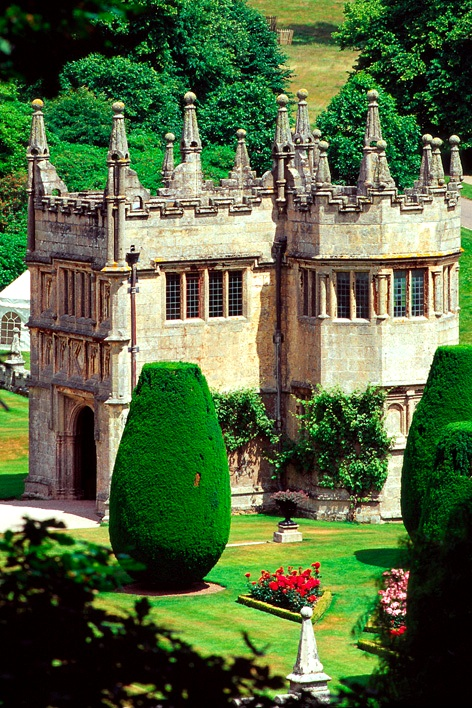
Torhaus

Im Einzelnen ließ John Robartes ab 1634 zunächst einen Eingang im Haus seines Vaters einfügen, der heute zum Ladenbereich führt und über dem die Inschrift „1636: ILR: L“ (für „1636: John Lord Robartes: Lanhydrock“) angebracht ist. Von 1636 bis 1640 dauerten die Bauarbeiten am Westflügel, der Südflügel stammt aus dem Jahr 1642. Die Erweiterungsmaßnahmen endeten 1651 mit der Errichtung des Torhauses, das ursprünglich als Jagdhaus gedacht war. John Robartes hatte sich in den 1650er Jahren, der Regierungszeit des Lordprotektors Oliver Cromwell, nach Cornwall zurückgezogen, wo er 1664 die Genehmigung zur Einzäunung eines 340 Hektar großen Wildparks erhielt. Seit 1657 gab es Rotwild im Park von Lanhydrock. Nach Wiedererrichtung der Königsherrschaft 1660 wurde John Robartes unter Karl II. in den Privy Council (Kronrat) erhoben, im Jahr 1661 Lordsiegelbewahrer, ein Amt, das er bis 1673 innehatte, sowie 1679 Earl of Radnor und Lord President of the Council. 1684 schied er aus allen Ämtern aus.

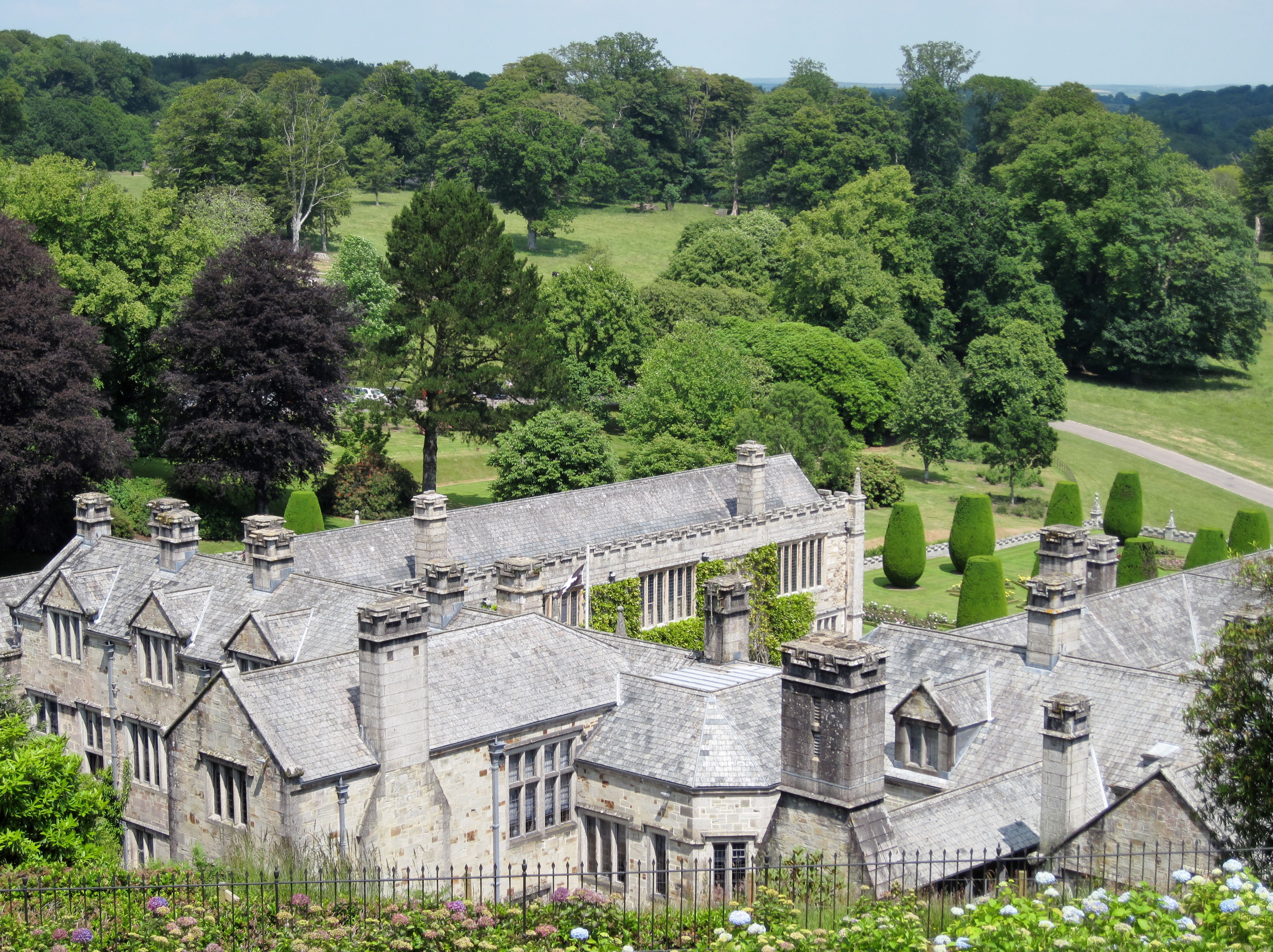
Blick über Lanhydrock House

Die Erben John Robartes’, Charles Robartes, 2. Earl of Radnor (1660–1723), und Henry Robartes, 3. Earl of Radnor (1695–1741), zogen andere Wohnorte Lanhydrock vor, so dass der Reisende John Loveday der Ältere (1711–1789), Philologe und Antiquar, im Jahr 1736 ein „äußerst baufälliges und absolut unmöbliertes“ Haus vorfand. Beide Robartes wurden jedoch wie schon John Robartes in der Familiengruft auf Lanhydrock beigesetzt. Der Antiquitätensammler und Naturforscher William Borlase schrieb 1758 über Lanhydrock, dass „alles im Haus verwahrlost und verfallen ist“. Die Urenkelin von John Robartes und Erbin von Lanhydrock, Mary Vere Robartes († 1758), hatte zuvor erwogen, das Haus abreißen zu lassen. Doch ihr ältester Sohn George Hunt (um 1720–1798) ließ bis 1788 nur Teile des Gebäudes wie die Hauskapelle und den Ostflügel abtragen, wodurch das heutige U-förmige Bauschema von Lanhydrock House entstand. Er ließ die Fassade rot streichen, um das Haus dem modischen Ziegelmauerwerk anzupassen, und das Innere unter anderem mit Chippendale-Tischen und Axminster-Teppichen neu einrichten.
George Hunt vermachte Lanhydrock 1798 seiner Nichte Anna Maria Hunt (1771–1861). Schon 1788 hatte sie das Herrenhaus und die zerstreuten Ländereien übernommen. Unterstützt wurde sie durch ihre Verwalter William und Alfred Jenkins. Anna Maria Hunt heiratete den Londoner Anwalt Charles Bagenal-Agar (1769–1811), aus deren Ehe drei Söhne hervorgingen, von denen nur Thomas James (1808–1882) nicht schon im Kindesalter verstarb. In der Zeit der Anna Maria Hunt, die sich oft auf Lanhydrock aufhielt, wurden zum Schutz der Bilder in der Galerie Rollos und Öfen eingebaut.

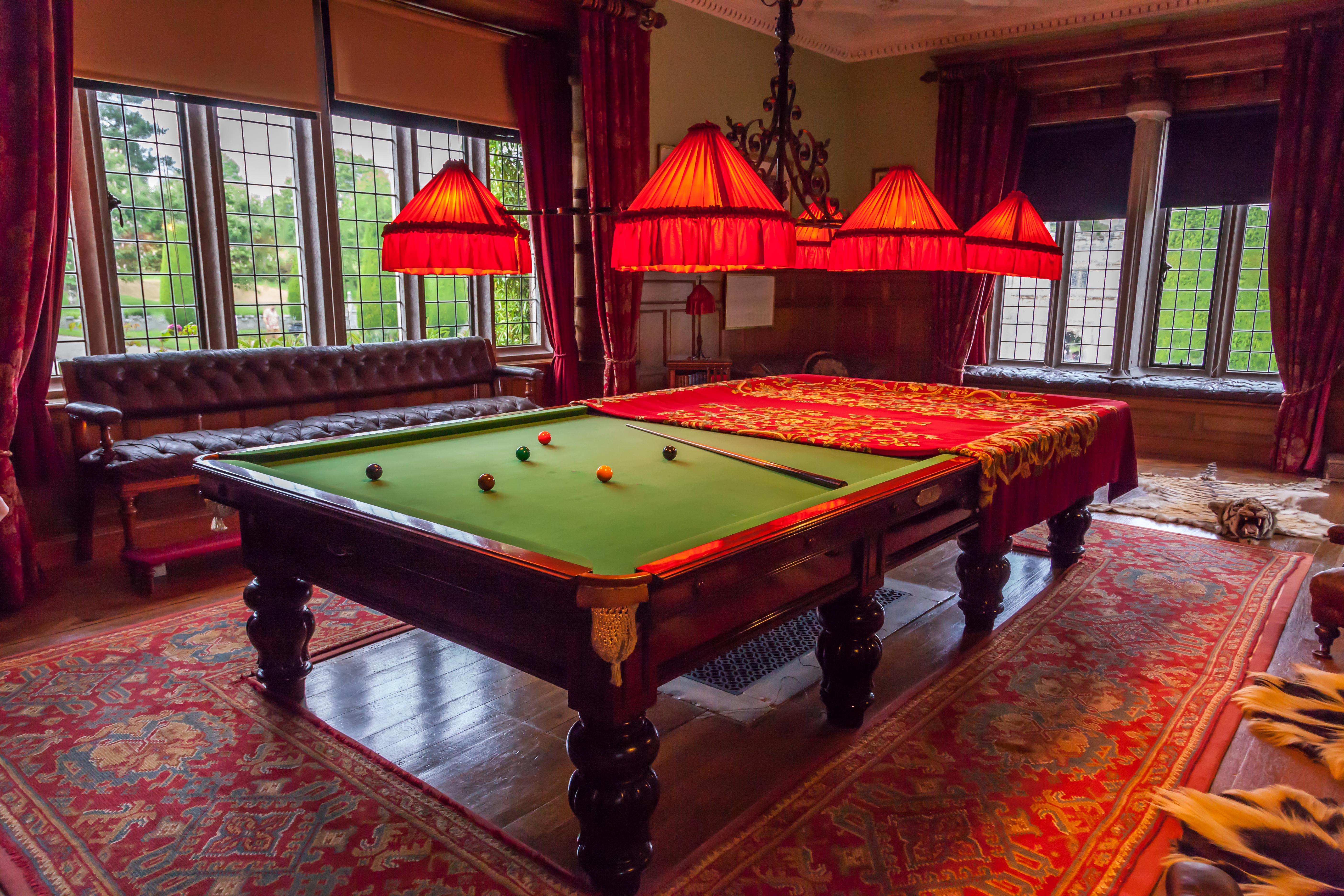
Billardzimmer

Auf Anraten seiner Mutter übernahm Thomas James Agar 1822 die Bestallung und das Wappen der Robartes und wurde 1869 als 1. Baron Robartes geadelt. Nach seiner Volljährigkeit 1829 übernahm er einen Teil der Verantwortung für Lanhydrock. Im Jahr 1858 erhielt der Architekt George Gilbert Scott (1811–1878) den Auftrag, Lanhydrock House instand zu setzen. Scott übertrug diese Aufgabe seinem ersten Assistenten Richard Coad (1825–1900). Die Reparaturarbeiten am Haus, die von 1857 bis 1864 andauerten, sollten 1407 Pfund, 4 Schilling und 6 Pence kosten. Neben der Instandsetzung wurden das Brauhaus in ein Billardzimmer umgebaut, Glasscheiben in die Fenster eingesetzt, eine neue Remise erbaut und neue Gartenanlagen nach Plänen von George Truefitt (1824–1902) angelegt.

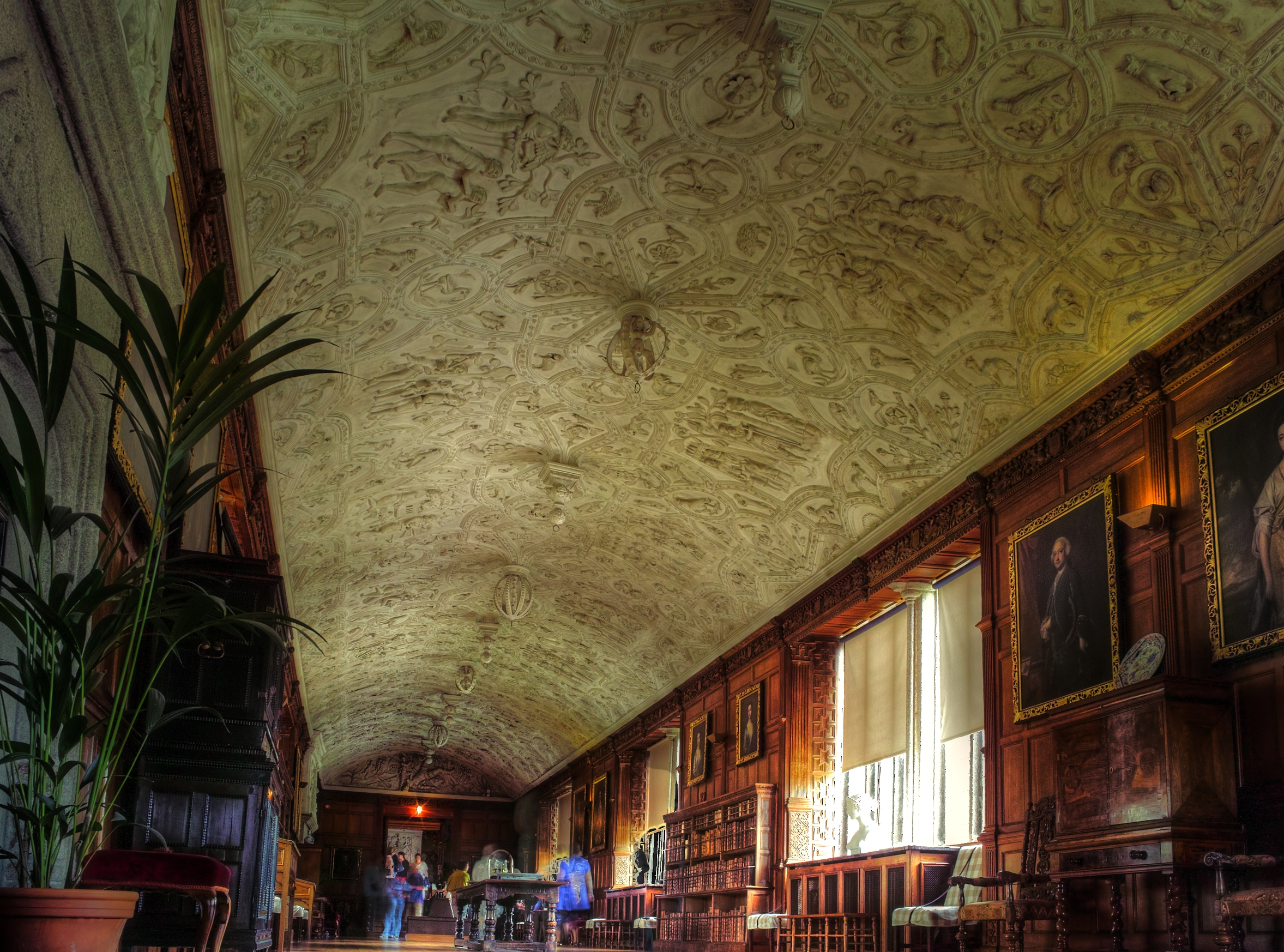
Galerie im Nordflügel (2010)

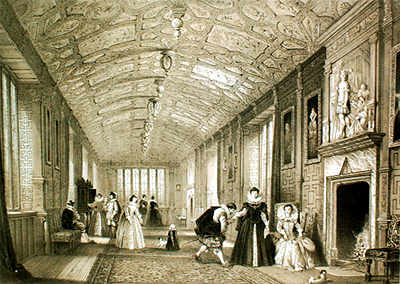
Galerie im Nordflügel (1870)

Am 4. April 1881 zerstörte ein Großbrand den Südflügel und einen Teil des Westflügels von Lanhydrock House. Gegen 13 Uhr hatte ein frei liegender Holzbalken im Küchenschornstein Feuer gefangen. Der Einbruch des Westflügeldaches führte zum Verlust der historischen Stuckdecke. Nur der Nordflügel mit seiner 29 Meter langen Long Gallery aus dem 17. Jahrhundert und das Frontportal blieben intakt. Lord und Lady Robartes, die seit 1839 mit Thomas James verheiratete Juliana Pole-Carew (1812–1881), blieben unverletzt. Ihr Sohn Thomas Charles Agar-Robartes (1844–1930), am 5. April aus London angereist, telegrafierte noch am selben Tag seiner Frau Mary, geborene Dickinson (1853–1921): „Galerie gerettet. Nicht ganz so schlimm wie befürchtet.“
Nach dem Ableben seiner Mutter nur wenige Tage nach dem Großbrand ließ Thomas Charles das Herrenhaus von Lanhydrock wieder aufbauen. Die äußeren und inneren Mauern der zerstörten Gebäudeteile hatten dem Brand standgehalten. Für die Sanierung des Hauses wurde der inzwischen selbstständige Architekt Richard Coad beauftragt, der für den Wiederaufbau der Innenräume den schottischen Architekten James MacLaren (1853–1890) aus Glasgow als seinen Assistenten heranzog. Die Ausschreibung der Bauarbeiten gewann die Firma Thomas Lang & Sons aus Liskeard, der Kostenvoranschlag belief sich auf 19.406 Pfund. Während sich Coad der Außenarbeiten und technischen Angelegenheiten annahm, entwarf MacLaren unter anderem den Esssaal im Stil des Ästhetizismus, die elisabethanische Teak-Treppe und den Rokoko-Kamin im Gebetsraum.

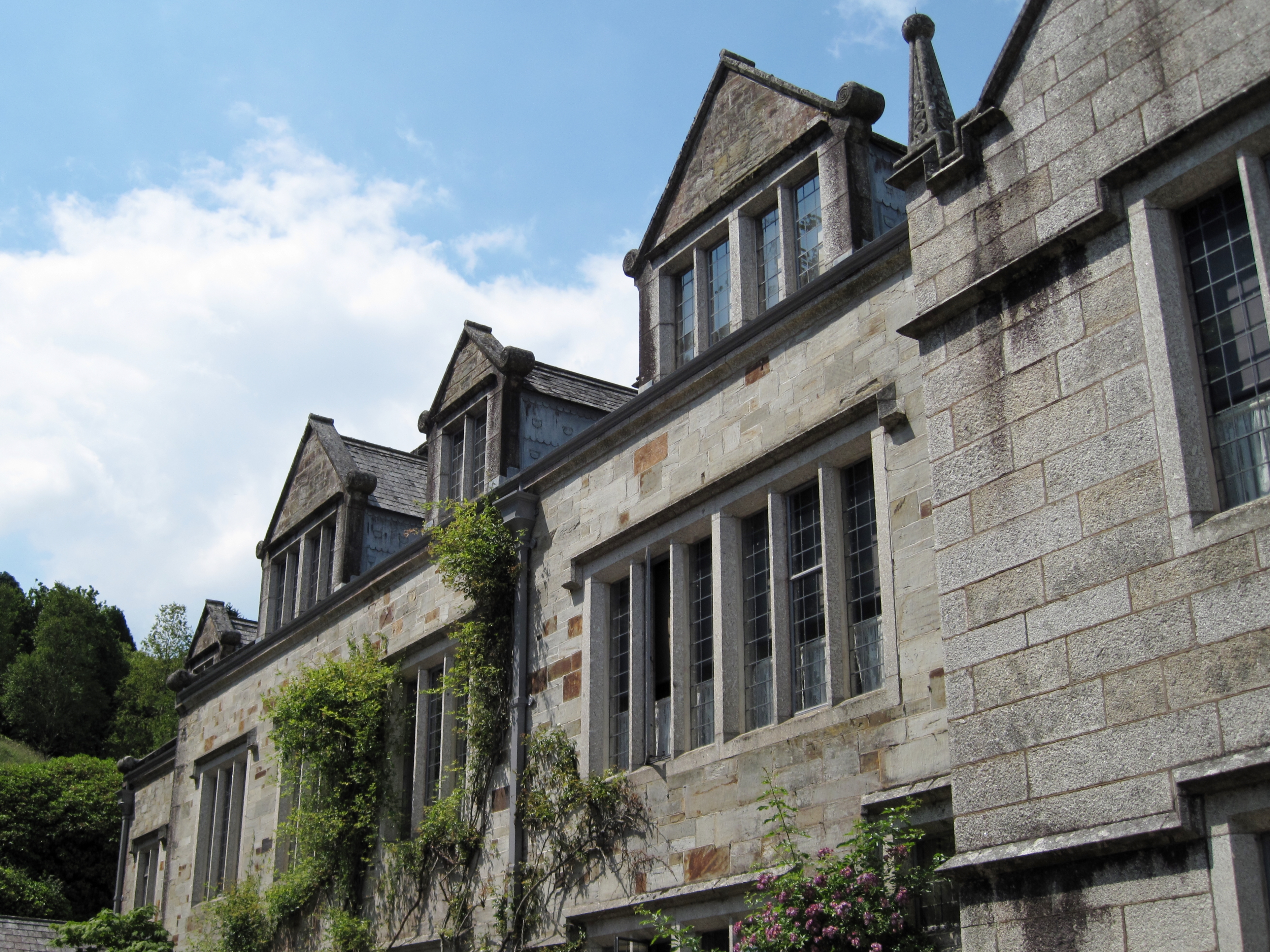
Obergeschoss des Südflügels

Da die Kosten der Instandsetzung den Voranschlag bei weitem überschritten, sie beliefen sich schließlich auf 73.000 Pfund, entstanden Spannungen zwischen dem Auftraggeber und dem leitenden Architekten. Thomas Charles, nach dem Tod seines Vaters Thomas James 1882 der 2. Baron Robartes, hinterfragte bei Richard Coad Zahlungen in Höhe von 10.000 Pfund für die Heißwasserzufuhr, die Bleiverglasung und die brandsicheren Zimmerdecken. Auch zwischen Coad und MacLaren gab es 1884 Differenzen. Das führte dazu, dass der Auftrag für die Renovierung der kleinen Kirche neben dem Haus durch Lady Robartes 1886 an George Vialls und nicht an Richard Coad vergeben wurde.
Im Jahr 1885 wurde das Haus durch die Familie Agar-Robartes wieder bezogen. Gemeinsam mit seiner Frau Mary hatte der 2. Baron Robartes zwischen 1879 und 1895 zehn Kinder, von denen nur eines 1884 im Säuglingsalter starb. Durch das Fehlen männlicher Nachkommenschaft in der Familie Agar erbte Thomas Charles 1899 den Titel Viscount Clifden von Leopold Agar-Ellis (1829–1899), dem 5. Viscount Clifden. Die neun verbliebenen Kinder der Agar-Robartes’ wuchsen auf Lanhydrock auf. Der älteste Sohn, Thomas Charles Reginald Agar-Robartes (1880–1915), genannt Tommy, war in der Politik tätig, wo er durch die Liberale Partei unterstützt wurde. Er starb 1915 im Ersten Weltkrieg an einer Schussverletzung in der Schlacht bei Loos und Hulluch (Teil der Herbstschlacht bei La Bassée und Arras), an der er als Captain des I. Battalion Coldstream Guards (Infanterie) teilnahm. Als zweitältester Sohn von Thomas Charles erbte deshalb Francis Gerald Agar-Robartes (1883–1966) im Jahr 1930 die Titel Lord Robartes und Viscount Clifden sowie das Anwesen von Lanhydrock.
Francis Gerald, der 7. Viscount Clifden, blieb ebenso wie sechs seiner Geschwister kinderlos. Einzige Enkelin von Thomas Charles Agar-Robartes, dem 6. Viscount Clifden, war Rachel, Tochter von Arthur Victor Agar-Robartes (1887–1974), die nach dem Zweiten Weltkrieg in Afrika lebte. Mit dem Tod Arthur Victors 1974, ab dem Jahr 1966 der 8. Viscount Clifden, erlosch dieser Titel. Schon in den 1920er Jahren führte die unsichere Zukunft der Landwirtschaft zum Verkauf großer Landflächen der Familie. 1953 entschloss sich Francis Gerald Agar-Robartes, Lanhydrock House mitsamt 160 Hektar Land an den National Trust zu übereignen. Oliver Sylvain Baliol Brett (1881–1963), 3. Viscount Esher und Vorsitzender des National Trust Historic Building Committee (Ausschuss des National Trust für historische Bauten), bezeichnete 1953 das Haus als „Nebensächlichkeit“ im Vergleich zu den übernommenen umliegenden Landschaften.
Francis Gerald Agar-Robartes lebte gemeinsam mit seinen beiden unverheirateten Schwestern Everilda (1880–1969) und Violet (1888–1965) bis zu ihrem jeweiligen Tode auf Lanhydrock. Schon 1954 wurden die ersten sechs Räume des Hauses der Öffentlichkeit zugänglich gemacht. Die Besucherzahl stieg mittlerweile von alljährlich 85.000 Mitte der 1980er Jahre auf mehr als 200.000 Besucher zwanzig Jahre später. 2019 wurde Lanhydrock House von rund 275.000 Personen besucht. 2024 betrug die Besucherzahl etwa 186.000 Personen.

## St Hydroc’s Church

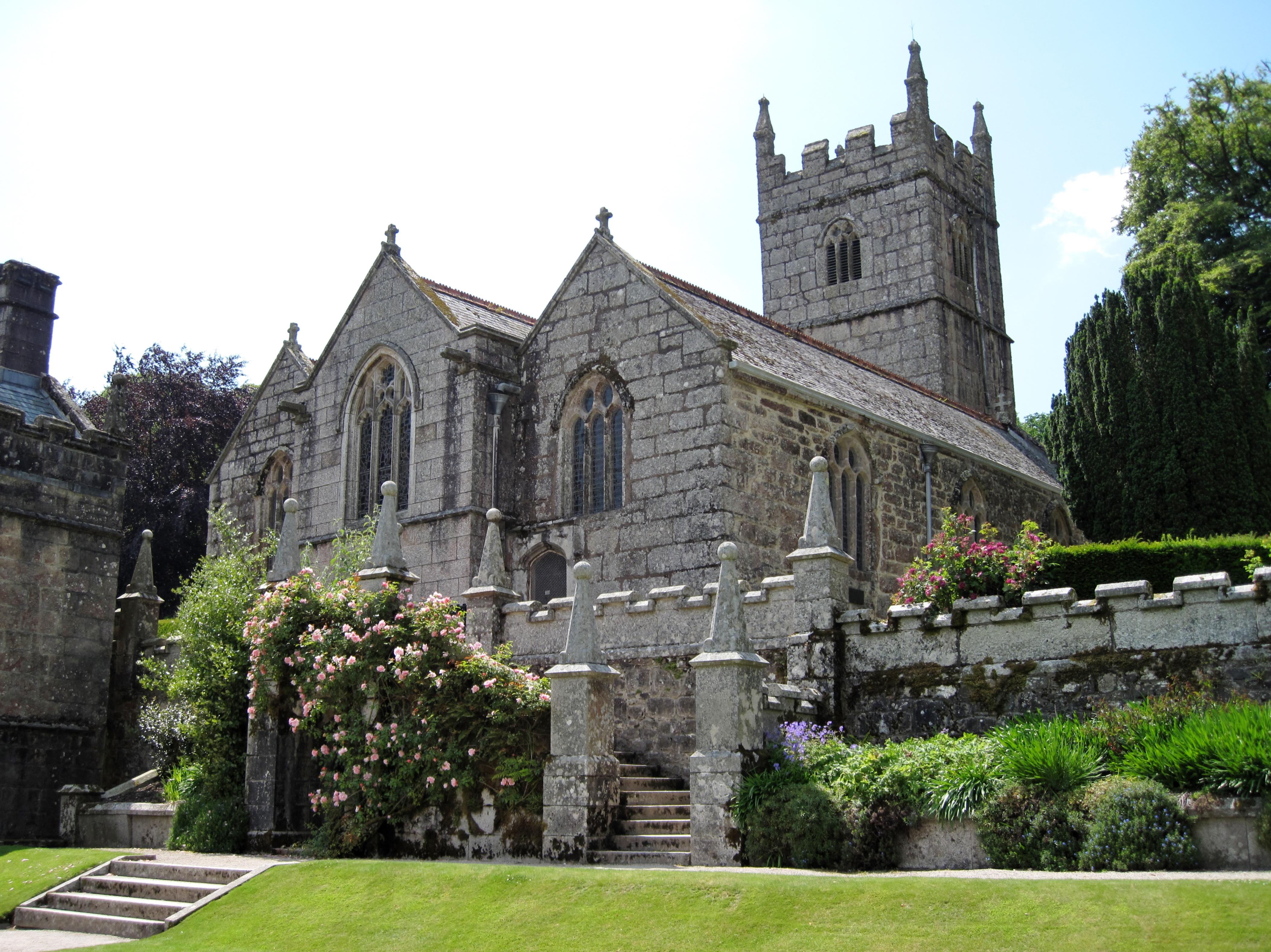
Kirche St Hydroc

Nordwestlich neben dem Herrenhaus steht eine kleine Kirche, Lanhydrock Parish Church, die Gemeindekirche von Lanhydrock. Sie stammt aus der Mitte des 15. Jahrhunderts und ist dem Heiligen Hydroc (Sanctus Ydroc) geweiht, der seit 1478 als Schutzheiliger der Kirche gilt. Das Bauwerk enthält möglicherweise Teile einer älteren Kirche oder Kapelle am selben Standort. Bis 1539 gehörte die Kirche von Lanhydrock zum Priorat von Bodmin.
St Hydroc’s Church besteht aus einem Hauptschiff, zwei etwa 1620 angefügten Seitenschiffen und einem dreistufigen Turm. Unter der Kirchenbank am östlichen Ende der Südseite befindet sich die Gruft der Familie Robartes. Sie wurde von 1626 bis 1741 zur Bestattung der Familienangehörigen der Robartes, der Familie Carminow, des Geistlichen Walter Snell und zweier treuer Dienstboten genutzt.
Nach 1808 ersetzte man die Eichenbänke im Innenraum durch Kiefernbänke. An der Nordseite wurde eine Kanzel angebracht. Zwischen 1886 und 1888 erweiterte man zwecks Verlegung der Gottesdienste von der Kanzel den Altarraum und die Sakristei. Ein Bodenmosaik aus Marmor wurde verlegt und ein aus weißem Alabaster gemeißeltes Altarretabel eingefügt.

## Lanhydrock Gardens
Fünfzig Jahre nach dem Bau von Lanhydrock House wurde im Jahr 1690 der erste geometrische Garten neben dem Haus angelegt, er wird erstmals im Lanhydrock-Atlas von 1694 bis 1697 erwähnt. Der Garten bestand aus einer Rasenfläche für Kegel- oder Ballspiele, dem Bowling Green, einem Blumengarten, der von einem Weg entlang der Baumlinie umsäumt war, einer Fasanerie, einem Küchengarten, einem Birnen- und Obstgarten sowie einem an der Nordseite des Hauses angrenzenden Natur- oder Wildgarten. Mit dem Abriss des Ostflügels des Hauses 1780 durch George Hunt wurde auch diese Gartenanlage beseitigt, so dass das Parkgelände bis an das Gebäude reichte.
Um das Jahr 1860 legte man oberhalb des Hauses einen Staudengarten an, den „Oberen Garten“ oder „Hochgarten“. Nach 1858 erstellte Richard Coad basierend auf Plänen des Architekten George Truefitt, die dieser ab 1854 entworfen hatte, einen neuen, heute noch zu besichtigenden geometrischen Garten an der Ost- und Nordseite von Lanhydrock House. Er ist umgeben von niedrigen zinnenbewehrten Brüstungen und Obelisken im Stil des Hauses. Truefitt sah für Lanhydrock Wasserspiele, Terrassen, Kieswege und eine Promenade zum Torhaus vor, die Coad um eigene Ideen, wie die Granitstufen zur Kirche und eine Sitzgelegenheit, ergänzte. Etwa 1933 erfolgte eine Vereinfachung der viktorianischen Beetaufteilung und die Anpflanzung erster Magnolien.

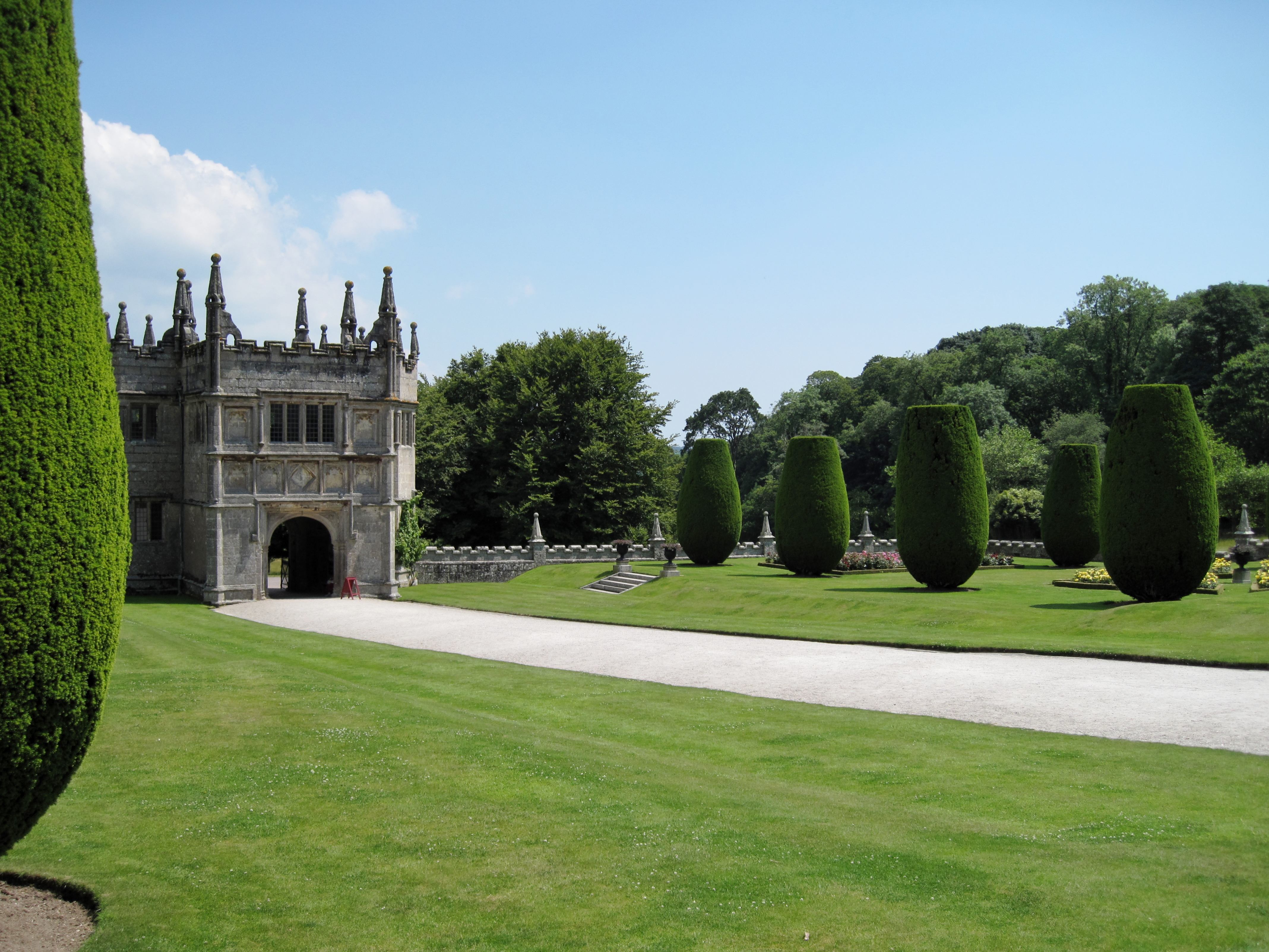
Geometrischer Garten am Torhaus

Lanhydrock Gardens besteht heute aus mehreren, unterschiedlich stark voneinander abgetrennten Bereichen. Im Innenenhof oder Vorhof von Lanhydrock House ist eine durch einen Kiesweg begrenzte runde Rasenfläche angelegt. An den Hauswänden neben dem Weg stehen Immergrüne Magnolien (Magnolia grandiflora) und im Juli und August blühende Hortensiengewächse der Sorte Schizophragma integrifolium. Östlich in Richtung Torhaus schließt sich der „Geometrische Garten“ an, der durch 23 beschnittene Säuleneiben (Taxus baccata ‘Fastigiata’) dominiert wird. Zwischen ihnen sind Rosenbeete angelegt, die vornehmlich mit den Sorten ‘Octavia Hill’, ‘Bright Smile’, ‘Escapade’, ‘Wheelhorse Classic’ und ‘Margaret Merril’ bepflanzt sind.

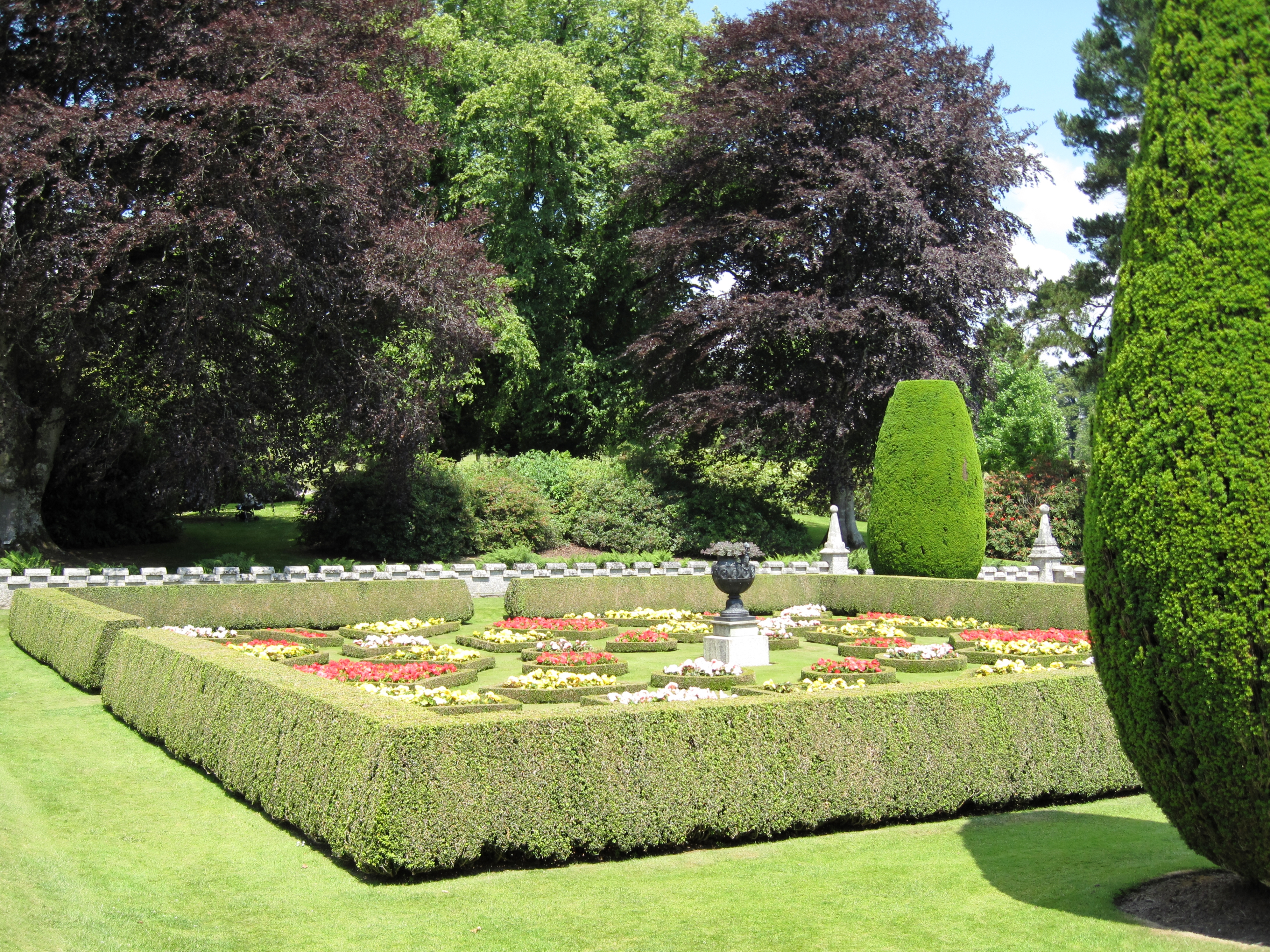
Blick vom Parterre auf die Blutbuchen des „Tennisplatzes“

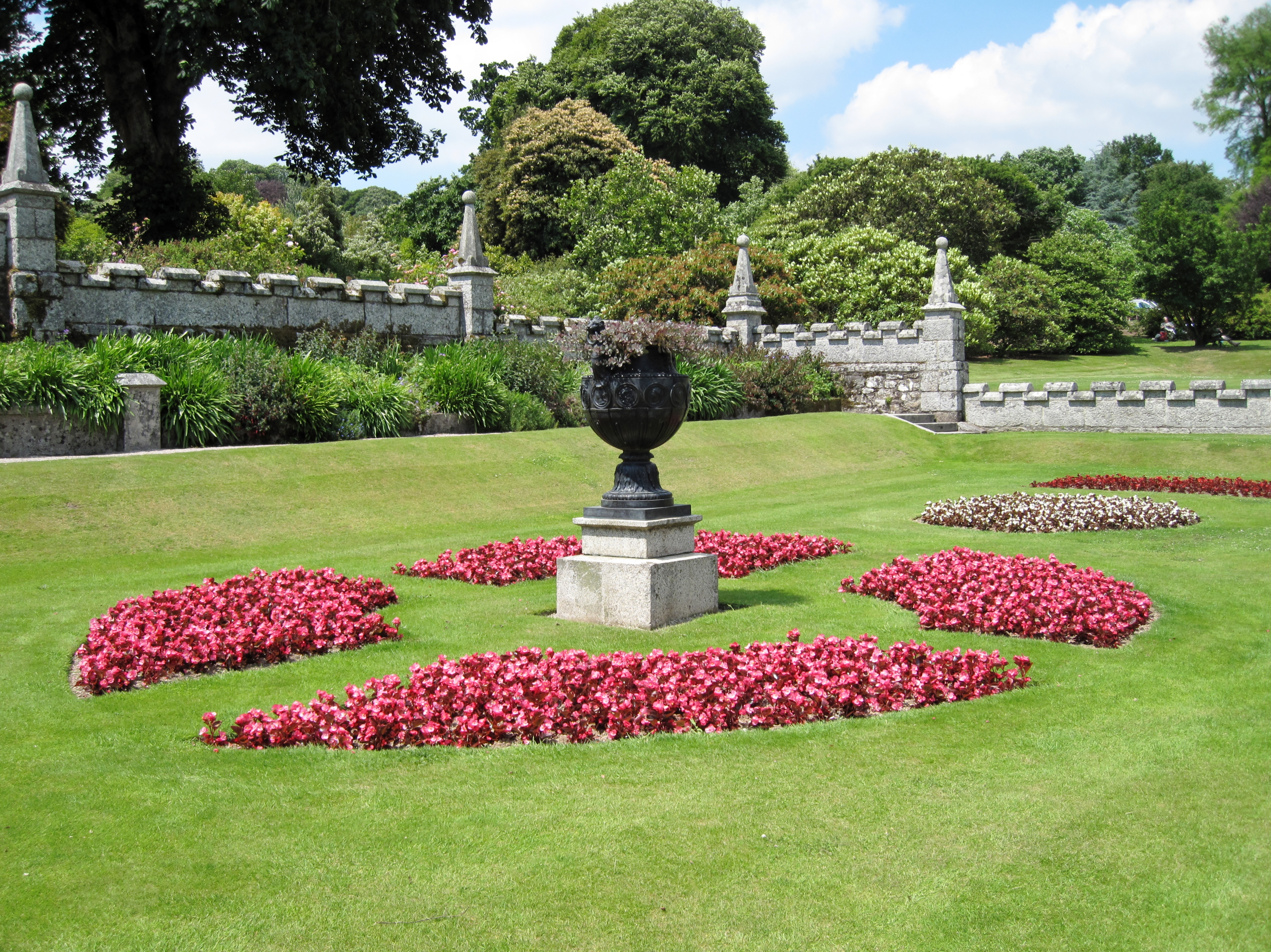
Blumenrabatten im Parterre

Im Norden des geometrischen Gartens, und hinter der niedrigen Nordmauer außerhalb der eigentlichen Gartenanlage gelegen, befindet sich eine bepflanzte Freifläche, die vormals als Krocket- und Tennisplatz genutzt wurde. Der Tennisplatz nahm dabei die östliche Seite der Freifläche ein. Neben einigen Büschen, wie Gwillimia (Magnolia delavayi), stehen hier zwei Blutbuchen und eine jüngere Korkeiche. Die Blutbuchen wurden von prominenter Seite gepflanzt, die größere 1889 durch den ehemaligen britischen Premierminister William Ewart Gladstone, die kleinere 1905 durch Archibald Philip Primrose, dem 5. Earl of Rosebery. Auf dem westlich angrenzenden ehemaligen Krocketrasen stehen Rhododendren der Sorten ‘Mother of Pearl’, ‘Hugh Koster’ und ‘Pink Pearl’.
Nordwestlich des geometrischen Gartens, nördlich der Gebäude von Lanhydrock House, geht die Gartenanlage ins „Parterre“ über. Hier werden im Frühling und im Sommer verschiedene Blumen innerhalb von Buchsbaumhecken gepflanzt, die in einem komplizierten Muster auf ebener Fläche angelegt sind. Südlich und östlich davon stehen sechs den Bäumen im geometrischen Garten im Schnitt gleiche Säuleneiben. Eine Terrassenstufe höher in Richtung der kleinen Kirche sind die Blumenrabatten als Muster direkt in die Rasenfläche gesetzt.
Beide Bereiche, deren Höhenunterschied keinen Meter ausmacht, haben je eine Bronze-Urne als Mittelpunkt. Diese Urnen, von denen auch einige den geometrischen Garten schmücken, sind Erwerbungen Francis Gerald Agar-Robartes’, des 7. Viscount Clifden, aus der Sammlung von Lord Hertford im Pariser Château de Bagatelle. Sie wurden vom Goldschmied Ludwigs des XIV., Louis Ballin, geschaffen. Nach Westen wird das „Parterre“ durch die Umfassungsmauer begrenzt, in der zwei Durchgänge ausgespart sind. Neben dem Herrenhaus erreicht man über eine Treppe die Kirche St Hydroc, daneben führt ein Weg an der Kirche vorbei in Richtung „Hochgarten“. Unterhalb der Mauer ist ein erhobenes Beet mit Schmucklilien-Hybriden der Sorte ‘Headbourne’, Fuchsien und Waldreben angelegt.

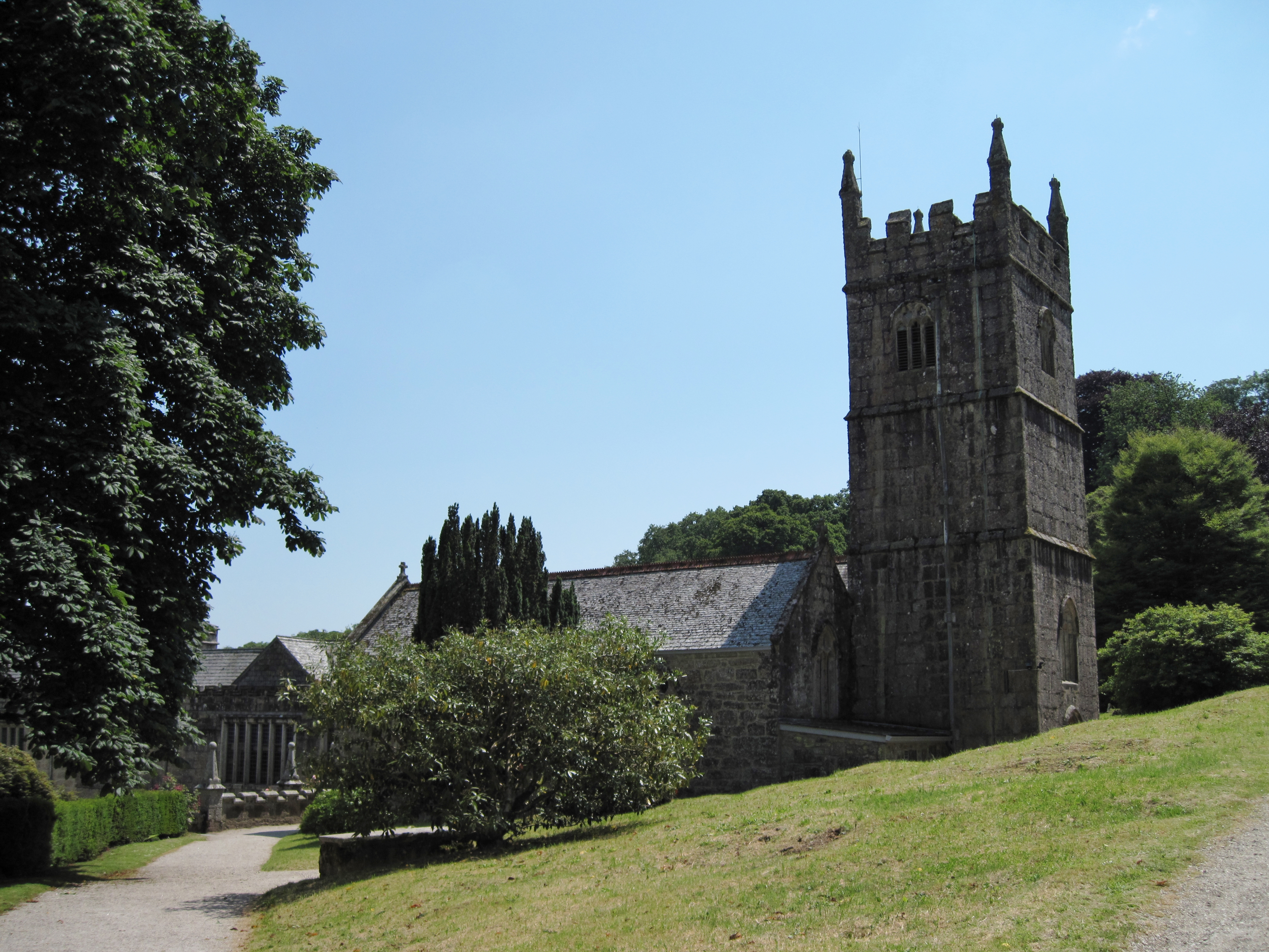
St Hydroc vom Kirchweg

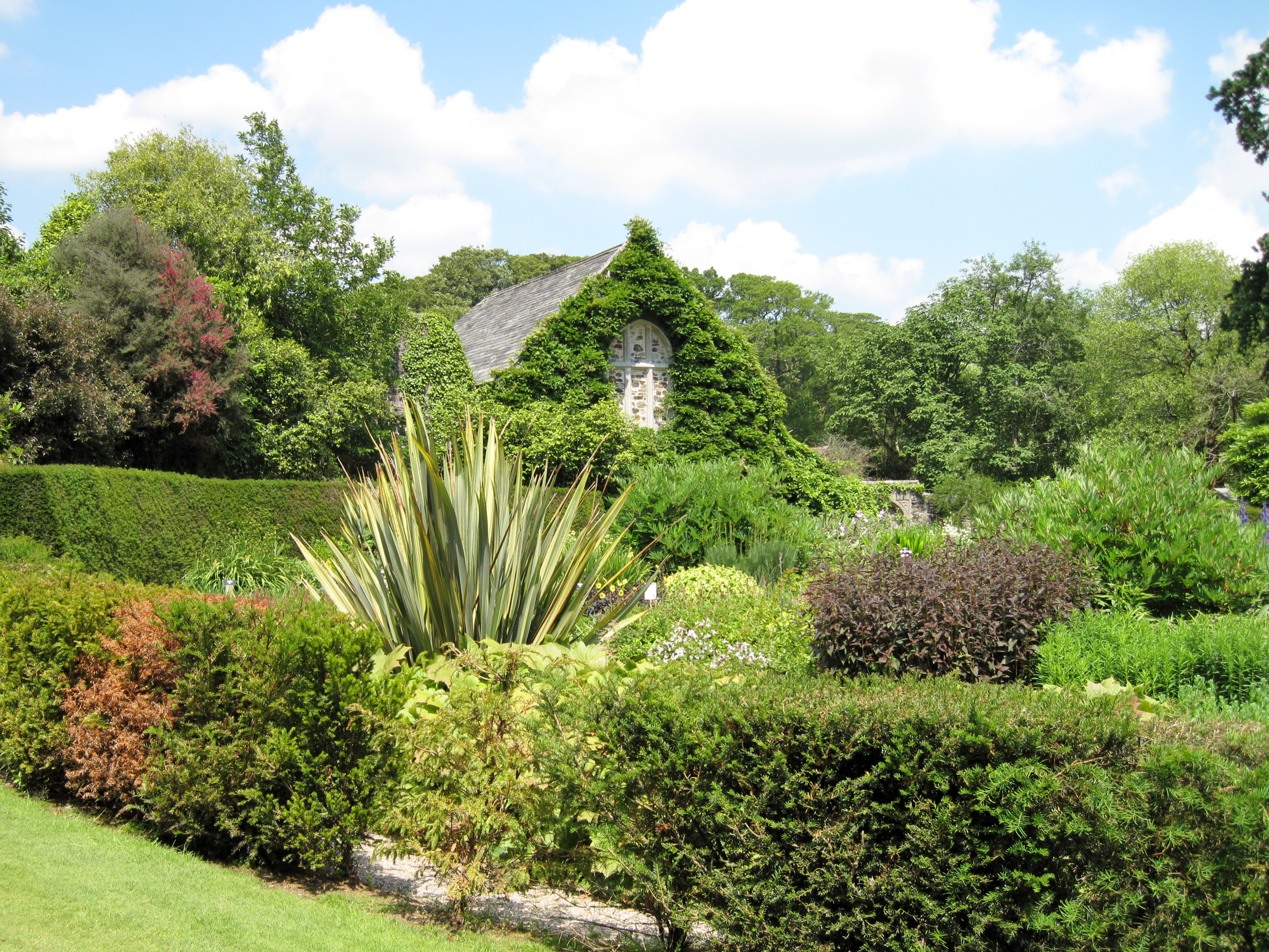
Staudenkreis

Der Weg zum Hochgarten kreuzt den in Nord-Süd-Richtung verlaufenden Kirchweg, neben dem Fächer-Ahorn (Sorte ‘Sango-kaku’) und laubabwerfende Hybriden der Westlichen Azalee stehen. Direkt vor der Kirche sind verschiedene Kamelien-Sorten, Rhododendren (Rhododendron arboreum var. roseum) und Stern-Magnolien-Hybriden (Magnolia kobus × loebneri ‘Leonard Messel’) gepflanzt, in der Ecke des Kirchhofs eine baumartige Magnolia hypoleuca (obovata). Den nördlichen Abschnitt des Kirchwegs flankieren einige Hortensien, dahinter Magnolia campbellii ‘Charles Raffill’, Rhododendron fictolacteum und Rhododendron rex.
Den Eingang zum Hochgarten markiert ein durch eine Magnolia kobus × loebneri ‘Leonard Messel’ verdecktes gewölbtes Tor. Der hinter dem Tor liegende Gartenbereich wurde ab 1933 durch den 7. Viscount Clifden mit verschiedensten Arten von Magnolien bepflanzt, die heute eine Höhe bis zu 25 Metern erreichen. Durch den Hochgarten fließt der Borlase stream („Bach von Borlase“), der die Wasserversorgung für Lanhydrock House sichert. In und an ihm gedeihen Kandelaberprimeln, Astelia, Aronstab, Schaublatt und Kirengeshoma.
Im Norden des Hochgartens gelangt man über die „Magnolienlichtung“ zum „Staudenkreis“. Dieser bildet erst seit 1972 einen Vollkreis, nachdem auf der nördlichen Hälfte die Ruinen eines Gewächshauses und eines Schuppens abgerissen wurden. Den südlichen Halbkreis hatte Lady Clifden schon vor 1914 gestaltet. Die hier gepflanzten Stauden blühen vom Ende des Sommers bis in den Herbst. An der Nordwestecke des Hochgartens wurden nach dem zerstörerischen Sturm von 1979 zum Schutz des Gartens Eichen und Edelkastanien angepflanzt.

## Sonstiges
Lanhydrock war 1996 der Hauptdrehort für den Film Twelfth Night, or What You Will. Regie führte Trevor Nunn, Hauptdarstellerin war Helena Bonham Carter als Olivia. Weiterhin dienten Haus und Garten als Drehort für die Rosamunde-Pilcher-Verfilmungen Klippen der Liebe (1999) und Im Zweifel für die Liebe (2009).